# Gran Premio di superbike di Imola 2016
Il Gran Premio di superbike di Imola 2016 è stata la quinta prova su tredici del campionato mondiale Superbike 2016, è stato disputato il 30 aprile ed il 1º maggio sull'Autodromo Enzo e Dino Ferrari e in gara 1 ha visto la vittoria di Chaz Davies davanti a Jonathan Rea e Tom Sykes, lo stesso risultato si è avuto anche in gara 2.
La vittoria nella gara valevole per il campionato mondiale Supersport 2016, disputata in due parti dopo essere stata interrotta la prima volta con bandiera rossa a 3 giri dalla partenza, è stata ottenuta da Kenan Sofuoğlu.

## Risultati

### Gara 1

#### Arrivati al traguardo
| Pos. | Nº  | Pilota               | Squadra                  | Motocicletta      | Giri | Tempo     | Griglia | Punti |
| ---- | --- | -------------------- | ------------------------ | ----------------- | ---- | --------- | ------- | ----- |
| 1º   | 7   | Chaz Davies          | Aruba.it Racing - Ducati | Ducati Panigale R | 18   | 32'15.999 | 1º      | 25    |
| 2º   | 1   | Jonathan Rea         | Kawasaki Racing          | Kawasaki ZX-10R   | 18   | +3.406    | 3º      | 20    |
| 3º   | 66  | Tom Sykes            | Kawasaki Racing          | Kawasaki ZX-10R   | 18   | +3.729    | 4º      | 16    |
| 4º   | 81  | Jordi Torres         | Althea BMW Racing        | BMW S1000 RR      | 18   | +13.631   | 6º      | 13    |
| 5º   | 34  | Davide Giugliano     | Aruba.it Racing - Ducati | Ducati Panigale R | 18   | +19.948   | 2º      | 11    |
| 6º   | 2   | Leon Camier          | MV Agusta Reparto Corse  | MV Agusta 1000 F4 | 18   | +25.586   | 7º      | 10    |
| 7º   | 60  | Michael van der Mark | Honda World Superbike    | Honda CBR1000RR   | 18   | +27.262   | 11º     | 9     |
| 8º   | 32  | Lorenzo Savadori     | IodaRacing               | Aprilia RSV4 RF   | 18   | +28.300   | 5º      | 8     |
| 9º   | 69  | Nicky Hayden         | Honda World Superbike    | Honda CBR1000RR   | 18   | +29.263   | 9º      | 7     |
| 10º  | 12  | Javier Forés         | Barni Racing             | Ducati Panigale R | 18   | +29.426   | 12º     | 6     |
| 11º  | 22  | Alex Lowes           | Pata Yamaha              | Yamaha YZF R1     | 18   | +29.622   | 13º     | 5     |
| 12º  | 151 | Matteo Baiocco       | VFT Racing               | Ducati Panigale R | 18   | +30.005   | 10º     | 4     |
| 13º  | 21  | Markus Reiterberger  | Althea BMW Racing        | BMW S1000 RR      | 18   | +34.667   | 8º      | 3     |
| 14º  | 25  | Joshua Brookes       | Milwaukee BMW            | BMW S1000 RR      | 18   | +57.050   | 14º     | 2     |
| 15º  | 15  | Alex De Angelis      | IodaRacing               | Aprilia RSV4 RF   | 18   | +1'03.267 | 16º     | 1     |
| 16º  | 17  | Karel Abraham        | Milwaukee BMW            | BMW S1000 RR      | 18   | +1'14.668 | 15º     |       |
| 17º  | 16  | Joshua Hook          | Grillini Racing          | Kawasaki ZX-10R   | 18   | +1'50.796 | 20º     |       |
| 18º  | 119 | Paweł Szkopek        | Team Tóth                | Yamaha YZF R1     | 16   | +2 giri   | 19º     |       |

#### Ritirati
| Nº | Pilota            | Squadra          | Motocicletta    | Giri | Griglia |
| -- | ----------------- | ---------------- | --------------- | ---- | ------- |
| 11 | Saeed Al Sulaiti  | Pedercini Racing | Kawasaki ZX-10R | 7    | 21º     |
| 9  | Dominic Schmitter | Grillini Racing  | Kawasaki ZX-10R | 0    | 17º     |
| 56 | Péter Sebestyén   | Team Tóth        | Yamaha YZF R1   | 0    | 18º     |

### Gara 2

#### Arrivati al traguardo
| Pos. | Nº  | Pilota               | Squadra                  | Motocicletta       | Giri | Tempo     | Griglia | Punti |
| ---- | --- | -------------------- | ------------------------ | ------------------ | ---- | --------- | ------- | ----- |
| 1º   | 7   | Chaz Davies          | Aruba.it Racing - Ducati | Ducati Panigale R  | 19   | 34'07.278 | 1º      | 25    |
| 2º   | 1   | Jonathan Rea         | Kawasaki Racing          | Kawasaki ZX-10R    | 19   | +4.262    | 3º      | 20    |
| 3º   | 66  | Tom Sykes            | Kawasaki Racing          | Kawasaki ZX-10R    | 19   | +4.604    | 4º      | 16    |
| 4º   | 34  | Davide Giugliano     | Aruba.it Racing - Ducati | Ducati Panigale R  | 19   | +13.093   | 2º      | 13    |
| 5º   | 2   | Leon Camier          | MV Agusta Reparto Corse  | MV Agusta 1000 F4  | 19   | +16.250   | 7º      | 11    |
| 6º   | 22  | Alex Lowes           | Pata Yamaha              | Yamaha YZF R1      | 19   | +20.078   | 13º     | 10    |
| 7º   | 81  | Jordi Torres         | Althea BMW Racing        | BMW S1000 RR       | 19   | +23.622   | 6º      | 9     |
| 8º   | 69  | Nicky Hayden         | Honda World Superbike    | Honda CBR1000RR SP | 19   | +26.803   | 9º      | 8     |
| 9º   | 60  | Michael van der Mark | Honda World Superbike    | Honda CBR1000RR SP | 19   | +28.577   | 11º     | 7     |
| 10º  | 12  | Javier Forés         | Barni Racing             | Ducati Panigale R  | 19   | +32.630   | 12º     | 6     |
| 11º  | 32  | Lorenzo Savadori     | IodaRacing               | Aprilia RSV4 RF    | 19   | +34.669   | 5º      | 5     |
| 12º  | 21  | Markus Reiterberger  | Althea BMW Racing        | BMW S1000 RR       | 19   | +38.244   | 8º      | 4     |
| 13º  | 25  | Joshua Brookes       | Milwaukee BMW            | BMW S1000 RR       | 19   | +41.100   | 14º     | 3     |
| 14º  | 15  | Alex De Angelis      | IodaRacing               | Aprilia RSV4 RF    | 19   | +1'12.823 | 16º     | 2     |
| 15º  | 9   | Dominic Schmitter    | Grillini Racing          | Kawasaki ZX-10R    | 19   | +1'55.258 | 17º     | 1     |
| 16º  | 11  | Saeed Al Sulaiti     | Pedercini Racing         | Kawasaki ZX-10R    | 18   | +1 giro   | 21º     |       |
| 17º  | 119 | Paweł Szkopek        | Team Tóth                | Yamaha YZF R1      | 18   | +1 giro   | 19º     |       |

#### Ritirati
| Nº  | Pilota             | Squadra         | Motocicletta      | Giri | Griglia |
| --- | ------------------ | --------------- | ----------------- | ---- | ------- |
| 151 | Matteo Baiocco     | VFT Racing      | Ducati Panigale R | 11   | 10º     |
| 17  | Karel Abraham      | Milwaukee BMW   | BMW S1000 RR      | 1    | 15º     |
| 4   | Gianluca Vizziello | Team GoEleven   | Kawasaki ZX-10R   | 1    |         |
| 16  | Joshua Hook        | Grillini Racing | Kawasaki ZX-10R   | 1    | 20º     |

### Supersport

#### Arrivati al traguardo
| Pos. | Nº  | Pilota                | Squadra                         | Motocicletta        | Giri | Tempo     | Griglia | Punti |
| ---- | --- | --------------------- | ------------------------------- | ------------------- | ---- | --------- | ------- | ----- |
| 1º   | 1   | Kenan Sofuoğlu        | Kawasaki Puccetti Racing        | Kawasaki ZX-6R      | 11   | 20'37.091 | 2º      | 25    |
| 2º   | 16  | Jules Cluzel          | MV Agusta Reparto Corse         | MV Agusta F3 675    | 11   | +1.429    | 1º      | 20    |
| 3º   | 2   | Patrick Jacobsen      | Honda World Supersport          | Honda CBR600RR      | 11   | +3.013    | 3º      | 16    |
| 4º   | 25  | Alex Baldolini        | Race Department ATK#25          | MV Agusta F3 675    | 11   | +7.179    | 8º      | 13    |
| 5º   | 61  | Alessandro Zaccone    | San Carlo Team Italia           | Kawasaki ZX-6R      | 11   | +8.144    | 12º     | 11    |
| 6º   | 69  | Ondřej Ježek          | Team GoEleven                   | Kawasaki ZX-6R      | 11   | +9.419    | 10º     | 10    |
| 7º   | 64  | Federico Caricasulo   | Bardahl Evan Bros. Honda Racing | Honda CBR600RR      | 11   | +9.942    | 7º      | 9     |
| 8º   | 86  | Ayrton Badovini       | Gemar Balloons - Team Lorini    | Honda CBR600RR      | 11   | +10.183   | 6º      | 8     |
| 9º   | 88  | Nicolás Terol         | Schmidt Racing                  | MV Agusta F3 675    | 11   | +18.734   | 13º     | 7     |
| 10º  | 111 | Kyle Smith            | CIA Landlord Insurance Honda    | Honda CBR600RR      | 11   | +19.964   | 14º     | 6     |
| 11º  | 19  | Kevin Wahr            | Gemar Balloons - Team Lorini    | Honda CBR600RR      | 11   | +20.771   | 16º     | 5     |
| 12º  | 55  | Ilya Mikhalchik       | DS Junior                       | Kawasaki ZX-6R      | 11   | +20.970   | 20º     | 4     |
| 13º  | 47  | Axel Bassani          | San Carlo Team Italia           | Kawasaki ZX-6R      | 11   | +21.068   | 17º     | 3     |
| 14º  | 44  | Roberto Rolfo         | Factory Vamag                   | MV Agusta F3 675    | 11   | +23.266   | 15º     | 2     |
| 15º  | 77  | Kyle Ryde             | Ranieri Med - SC Racing         | Yamaha YZF R6       | 11   | +24.401   | 22º     | 1     |
| 16º  | 11  | Christian Gamarino    | Team GoEleven                   | Kawasaki ZX-6R      | 11   | +27.125   | 18º     |       |
| 17º  | 41  | Aiden Wagner          | GRT Racing                      | MV Agusta F3 675    | 11   | +31.104   | 21º     |       |
| 18º  | 81  | Luke Stapleford       | Profile Racing                  | Triumph Daytona 675 | 11   | +34.357   | 36º     |       |
| 19º  | 78  | Hikari Ōkubo          | CIA Landlord Insurance Honda    | Honda CBR600RR      | 11   | +36.600   | 26º     |       |
| 20º  | 53  | Nicola Jr. Morrentino | Rosso e Nero                    | Yamaha YZF R6       | 11   | +38.360   | 19º     |       |
| 21º  | 6   | Davide Stirpe         | Scuderia Maranga Racing         | Kawasaki ZX-6R      | 11   | +39.170   | 24º     |       |
| 22º  | 10  | Nacho Calero          | Orelac Racing VerdNatura        | Kawasaki ZX-6R      | 11   | +42.957   | 27º     |       |
| 23º  | 9   | Jed Metcher           | WILSport Racedays Honda         | Honda CBR600RR      | 11   | +46.851   | 28º     |       |
| 24º  | 71  | Christoffer Bergman   | CIA Landlord Insurance Honda    | Honda CBR600RR      | 11   | +47.731   | 30º     |       |
| 25º  | 63  | Zulfahmi Khairuddin   | Orelac Racing VerdNatura        | Kawasaki ZX-6R      | 11   | +48.490   | 11º     |       |
| 26º  | 23  | Cédric Tangre         | Yohann Moto Sport               | Suzuki GSX-R600     | 11   | +48590    | 31º     |       |
| 27º  | 84  | Loris Cresson         | MTM / HS Kawasaki               | Kawasaki ZX-6R      | 11   | +53.858   | 33º     |       |
| 28º  | 12  | Christopher Gobbi     | VFT Racing                      | Yamaha YZF R6       | 11   | +54.781   | 25º     |       |
| 29º  | 83  | Lachlan Epis          | Response RE Racing              | Kawasaki ZX-6R      | 11   | +1'11.106 | 34º     |       |
| 30º  | 50  | Braeden Ortt          | WILSport Racedays Honda         | Honda CBR600RR      | 10   | +1 giro   | 37º     |       |

#### Ritirati
| Nº  | Pilota           | Squadra                      | Motocicletta     | Giri | Griglia |
| --- | ---------------- | ---------------------------- | ---------------- | ---- | ------- |
| 119 | János Chrobák    | Schmidt Racing               | MV Agusta F3 675 | 8    | 29º     |
| 65  | Michael Canducci | Green Speed                  | Kawasaki ZX-6R   | 5    | 23º     |
| 7   | Angelo Licciardi | R2 MotorRacing               | Kawasaki ZX-6R   | 5    | 35º     |
| 4   | Gino Rea         | GRT Racing                   | MV Agusta F3 675 | 4    | 9º      |
| 35  | Stefan Hill      | CIA Landlord Insurance Honda | Honda CBR600RR   | 2    | 32º     |

#### Squalificato
| Nº | Pilota          | Squadra                 | Motocicletta     | Giri | Tempo  | Griglia |
| -- | --------------- | ----------------------- | ---------------- | ---- | ------ | ------- |
| 87 | Lorenzo Zanetti | MV Agusta Reparto Corse | MV Agusta F3 675 | 11   | +8.618 | 5º      |